# Lyndhurst (South Australia)
Lyndhurst ist eine Stadt im Nordosten von South Australia und ist 606 Kilometer nördlich von Adelaide entfernt. Sie liegt an der Kreuzung von Strzelecki und Oodnadatta Track. Der Ort im Outback, durch den früher eine Eisenbahnlinie führte, besteht mittlerweile lediglich aus einigen Gebäuden. Heute ist Lyndhurst ein Treffpunkt für Touristen oder Einheimische, die Richtung Nordosten nach Innamincka auf dem Strzelecki Track oder nach Norden über Marree auf dem Oodnadatta Track nach Oodnadatta oder auf dem Birdsville Track nach Birdsville reisen.
Fünf Kilometer nördlich von Lyndhurst liegen die Ockre Cliffs. Die dort vorkommende rote Ockerfarbe ist von hoher Intensität und Qualität, dass sie von den weitreisenden Aborigine seit Tausenden von Jahren für kultische Zwecke abgebaut und verwendet wird.